# Valget i Tyskland 1920
Valget i Tyskland 1920 blev afholdt den 6. juni 1920 og var det 15. føderale valg i Tyskland efter den tyske rigsgrundlæggelse. Det var det første valg under Weimarforfatningen.

## Valgresultat
| Parti                                                                           | Mandater |
| ------------------------------------------------------------------------------- | -------- |
| SPD                                                                             | 102      |
| Unabhängige Sozialdemokratische Partei Deutschlands (USPD - venstresocialister) | 84       |
| Deutschnationale Volkspartei (DNVP - konservative)                              | 71       |
| Deutsche Volkspartei (DVP - nationalliberale)                                   | 65       |
| Det katolske centerparti                                                        | 64       |
| Deutsche Demokratische Partei (DDP - liberale)                                  | 39       |
| Bayerische Volkspartei (BVP)                                                    | 21       |
| Deutsch-Hannoversche Partei (hannoverske loyalister)                            | 5        |
| Bayerische Bauern Bund (BBB)                                                    | 4        |
| Kommunistische Partei Deutschlands (KPD)                                        | 4        |
| Totalt                                                                          | 459      |

Notater: Tabellen indeholde kun de partier som blev repræsenteret i Rigsdagen.